# Bambera
Bambera è un cante flamenco.

## Definizione
Le bamberas o bambas sorgono per portare al flamenco la forma del 'cante de columpio' (canto dell'altalena) del folclore andaluso. Questi cantes erano conosciuti come bambas o mecederos, che erano cantati al ritmo dondolante dell'altalena.
José de Bisso nella sua Cronaca della provincia di Siviglia (1868) lo racconta così: « Le Vampas o Bambas sono una doppia altalena che la si lascia pendere da un grosso albero, di solito uno di noce, attraversata con una tavola abbastanza resistente; si collocano su di essa la coppia che si dondola mentre si fa il corro (girotondo) cantando e stimolano la vampa. Regolarmente ogni strofa (copla) di uno di quelli del corro (girotondo) ottiene la risposta con un'altra di quelli del columpio (altalena); ma la cosa particolare è che in queste occasioni si guardano gli amanti nei loro lamenti, gelosie, disdegni, e, con una immaginazione viva e perspicace, si improvvisano espressive canzoni, nel momento in cui si manifestano riconvenzione e tenerezze, galanterie o risentimenti, disprezzi o sfoghi di contenuta passione ».

## Origine
L'origine della bambera si deve alla Niña de los Peines a tempo di fandangos, rielaborata nel 1970 da Fosforito, accompagnato da Paco de Lucía, che le impose il ritmo definitivo del compás (tempo) di 12 beat della soleá (un po' accelerata). Morente, nel suo disco Lorca, fece un cante per tangos.

## Composizione
La bamba ha quattro versi ottonari (ottosílabos) o il primo e terzo settenari (heptasílabos) e il secondo e il quarto quinari pentasílabos. Si ripetono generalmente i primi due versi alla fine della copla, oppure forma una quintilla ripetendo così solo il secondo.

## Autori
Le bamberas sono state incise su disco da molti. Sono interessanti, tra le altre, quelle di La Niña de los Peines, Enrique Morente, Carmen Linares e Rocío Jurado.